# Detective No. 24
Detective No. 24 (schwedisch Detektiven från Beledweyne ‚Der Detektiv aus Beledweyne‘) ist eine schwedische Krimiserie, die erstmals 2023 ausgestrahlt wurde.

## Handlung
Das Verschwinden der 15-jährigen Anna sorgt in dem kleinen westschwedischen Ort Karkebo für Unruhe, nachdem ihr Fahrrad mit Blutspuren in der Nähe einer Erstaufnahmeeinrichtung der schwedischen Einwanderungsbehörde aufgefunden wurde. Die dort arbeitende Tilda Renström sieht in dem Fall eine Chance für einen beruflichen Wiederaufstieg, war sie doch wegen Verstößen gegen Vorschriften als Staatsanwältin entlassen worden. Sie ermittelt auf eigene Faust und nimmt dabei die Unterstützung des somalischen Flüchtlings Ibraahin an. Dieser verlangt im Gegenzug für Informationen eine Verhinderung seiner drohenden Abschiebung.

## Entstehung und Veröffentlichung
Detective No. 24 entstand nach Idee und Drehbuch von Aron Levander als Gemeinschaftsproduktion von B-Reel Films, Sveriges Television, Film I Väst und ZDF. Gedreht wurde in der westschwedischen Provinz Västra Götalands län. Die Regie teilten sich Zaida Bergroth und Patrik Gyllström. Den internationalen Vertrieb übernahm All3Media International. Die deutschsprachige Synchronisation entstand nach dem Dialogbuch und der Dialogregie von Roland Hüve bei der Splendid Synchron GmbH.
Die Serie besteht aus sechs Folgen mit jeweils ca. 45 Minuten Länge, wobei je zwei Folgen einen abgeschlossenen Fall darstellen.
Nach der Erstausstrahlung am 10. März 2023 auf SVT folgte die deutsche Erstausstrahlung ab dem 15. Oktober 2023 im ZDF jeweils am späten Sonntagabend in Doppelfolgen. Zudem war die Serie ab dem 1. Oktober 2023 in der ZDF Mediathek abrufbar.

## Kritik
Auf faz.net vermisst Matthias Hannemann den Spannungsbogen und findet die Darstellung von Tilda Renström überzeichnet, die in ihrem „unbeholfenen Auftreten, Geltungsdrang und Midlife-Crisis-Outfit ein ziemlich peinliches Bild“ abgeben würde. Gelobt wird die „Verkörperung des Asylbewerbers durch den ernsten, mit starker Ausstrahlung durch die Szenen schreitenden Nasir Dhagole.“
Oliver Armknecht zieht auf Film-Rezensionen.de das Fazit: „Eine in Ungnade gefallene, ständig lügende Staatsanwältin und ein Asylant mit mysteriöser Vorgeschichte müssen gemeinsam Verbrechen aufklären: Das ist doch mal eine etwas andere Konstellation. Das Ergebnis ist unterhaltsam, mit reichlich Humor, jedoch nur bedingt als Krimi tauglich, da sich die Serie mehr für die Figuren als die Fälle interessiert.“
Jan Freitag findet auf rnd.de die Serie ungewöhnlich und meint: „Obwohl das Thema Bürgerkriegstraumatisierter in fremdenfeindlicher Umgebung an Trostlosigkeit kaum zu überbieten ist, obwohl das Verlies der Geisel in die dunkelsten Abgründe des Scandi noir steigt, obwohl das Wetter grau ist und die Laune gedrückt, kitzelt Regisseurin Zaida Bergroth diskret düsteren Humor aus Aron Levanders Drehbüchern, der nur ganz selten mal unpassend wirkt.“

## Auszeichnungen
2023 wurde Detective No. 24 in der Kategorie „Bestes Fernsehdrama“ und Malin Levanon in der Kategorie „Beste Schauspielerin“ für den schwedischen Filmpreis Kristallen nominiert.